# Jinjiang, Quanzhou
Jinjiang är en stad på häradsnivå inom staden Quanzhou på prefekturnivå i provinsen Fujian i sydöstra Kina. Den ligger omkring 170 kilometer sydväst om provinshuvudstaden Fuzhou. 
Jinjiang är indelat i sex stadsdelsdistrikt, 13 köpingar och två administrativa enheter på sockennivå.
Stadsdelsdistrikt (jiedao):

- Lingyuan (灵源街道)
- Luoshan (罗山街道)
- Meiling (梅岭街道)
- Qingyang (青阳街道)
- Xintang (新塘街道)
- Xiyuan (西园街道)

Köpingar (zhen):

- Anhai (安海镇)
- Chendai (陈埭镇)
- Chidian (池店镇)
- Cizao (磁灶镇)
- Dongshi (东石镇)
- Jinjing (金井镇)
- Longhu (龙湖镇)
- Neikeng (内坑镇)
- Shenhu (深沪镇)
- Xibin (西滨镇)
- Yinglin (英林镇)
- Yonghe (永和镇)
- Zimao (紫帽镇)

Områden på sockennivå:
- Jinjiang Shi Jingji Kaifaqu ekonomisk utvecklingszon (晋江市经济开发区)
- Quanzhou Chukou Jiagongqu exportzon (泉州出口加工区)